# Ilha de Santa Isabel

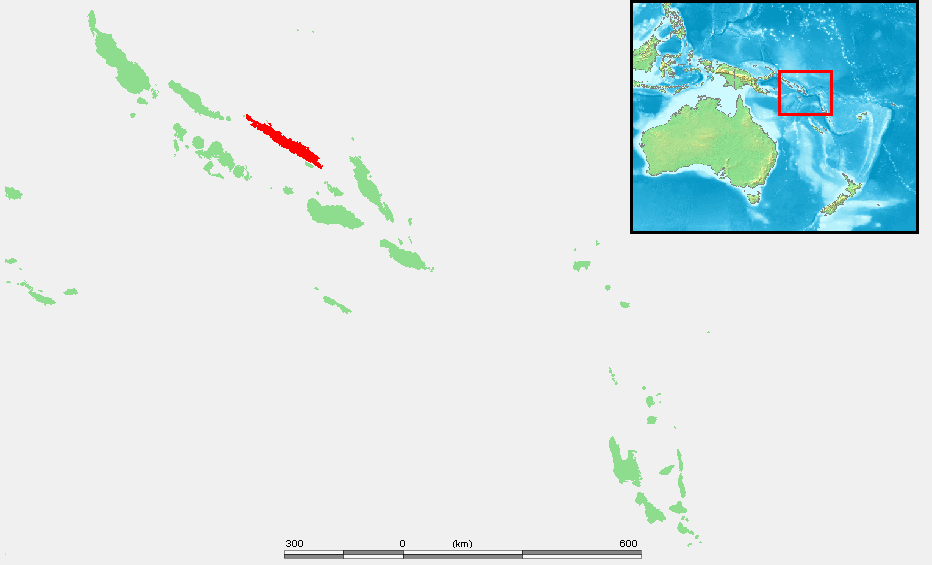
Localização da Ilha de Santa Isabel, nas Ilhas Salomão.

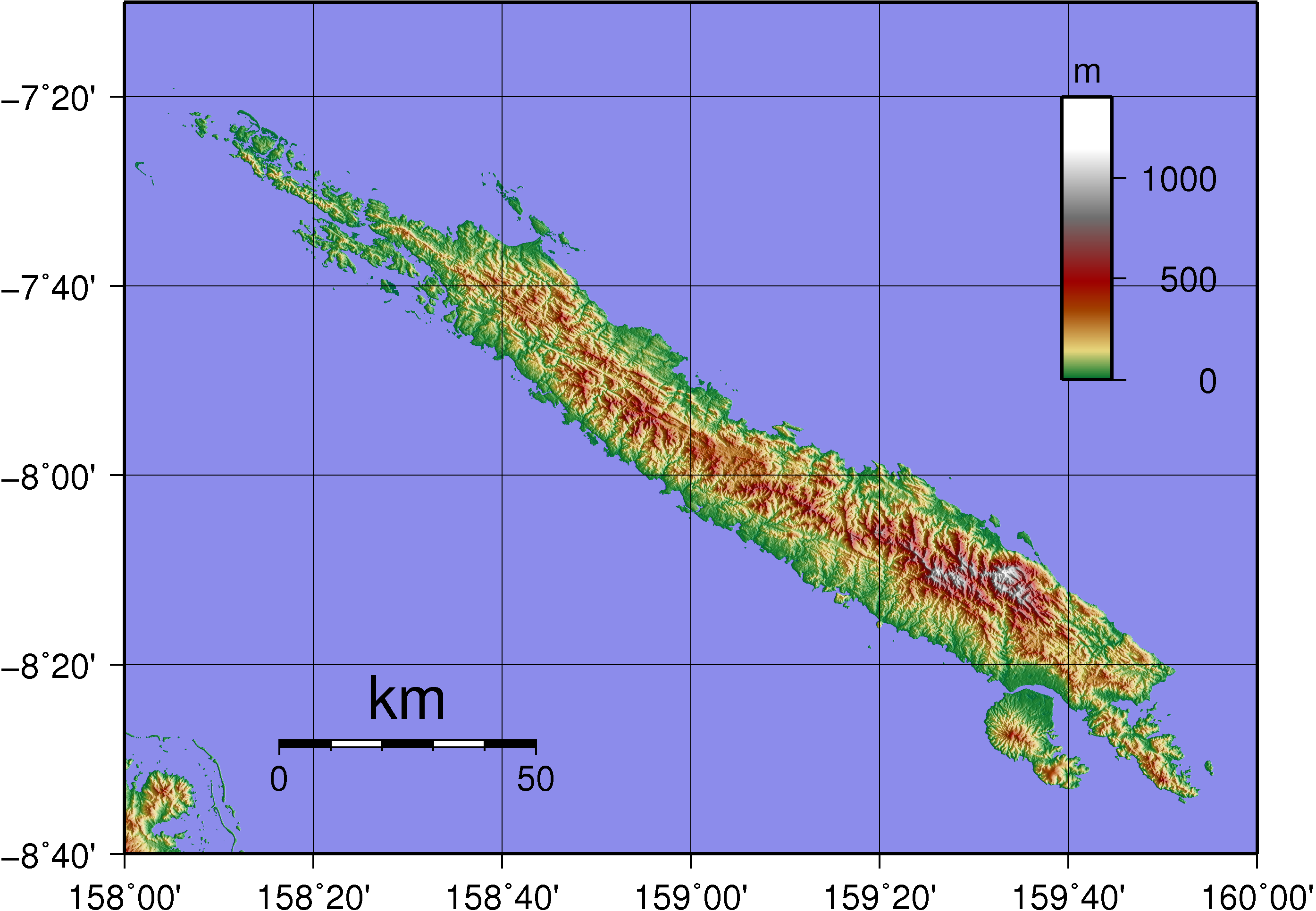
Mapa topográfico da Ilha de Santa Isabel, nas Ilhas Salomão.

A Ilha de Santa Isabel é a de maior comprimento das Ilhas Salomão, na Oceania, e com 2999 km² de área é a maior da província de Isabel.
A ilha está compreendida entre a província de Choiseul a oeste, de Malaita a leste, o Oceano Pacífico a norte e o estreito da Nova Geórgia a sul. Junto a ela fica o estreito Indispensável.
Os espanhóis foram os primeiros europeus a chegar à ilha. Em 1568 a expedição de Pedro Sarmiento de Gamboa, Pedro de Ortega e Álvaro de Mendaña fez uma visita.
O ponto mais alto da ilha é o Monte Sasari de 1220 metros de altitude. O rio mais importante é o Marutho, que nasce no Sasari e desagua no oceano em Hofi.
O centro administrativo é Buala, cidade que alberga o aeroporto da ilha. Outro centro de população importante é Samasodu.